# Vålådalen
Vålådalen este o arie protejată (arie specială de conservare — SAC, sit de importanță comunitară — SCI, arie de protecție specială avifaunistică — SPA) din Suedia întinsă pe o suprafață de 121.378,5 ha, integral pe uscat.

## Localizare
Centrul sitului Vålådalen este situat la coordonatele 63°06′34″N 12°49′33″E / 63.1095°N 12.8259°E.

## Înființare
Situl Vålådalen a fost declarat sit de importanță comunitară în decembrie 1995 pentru a proteja 31 de specii de animale. Alte tipuri de protecție:
- arie de protecție specială avifaunistică (în decembrie 1996)[2]
- arie specială de conservare (în decembrie 2009)[1][3][4]

## Biodiversitate
Situată în ecoregiunea alpină, aria protejată conține 18 habitate naturale: Pajiști alpine și boreale, Formațiuni ierboase bogate în specii de Nardus, dezvoltate pe substraturi silicioase în zone montane (și în zone submontane, în Europa continentală), Tufărișuri subarctice cu Salix spp., Grohotișuri silicioase de la nivelul montan până la nivelul zăpezii (Androsacetalia alpinae și Galeopsietalia ladani), Ape stătătoare oligotrofe până la mezotrofe, cu vegetație de Littorelletea uniflorae și/sau de Isoëto-Nanojuncetea, Pajiști alpine și subalpine calcaroase, Pajiști uscate seminaturale și facies de acoperire cu tufișuri pe substraturi calcaroase (Festuco-Brometalia) (* situri importante pentru orhidee), Taiga vestică, Mlaștini împădurite, Păduri fino-scandinave bogate în ierburi cu Picea abies, Mlaștini turboase de tranziție și turbării mișcătoare, Turbării Aapa, Pajiști fino-scandinave uscate până la mezice, bogate în specii de altitudine mică, Fânețe montane, Păduri nordice subalpine/subarctice cu Betula pubescens ssp. czerepanovii, Râuri de munte și vegetația erbacee de pe malurile acestora, Liziere de ierburi înalte hidrofile de câmpie și de nivel montan până la alpin, Grohotișuri calcaroase și de șisturi calcaroase de la nivelul montan până la nivelul alpin (Thlaspietea rotundifolii).
La baza desemnării sitului se află mai multe specii protejate:
- păsări (27): minunița (Aegolius funereus), ciuf de câmp (Asio flammeus), cocoșul de mesteacăn (Bonasa bonasia), Charadrius morinellus, erete vânăt (Circus cyaneus), lebădă de iarnă (Cygnus cygnus), ciocănitoare neagră (Dryocopus martius), șoim de iarnă (Falco columbarius), Gallinago media, cufundar polar (Gavia arctica), cufundar mic (Gavia stellata), cocor (Grus grus), gușă albastră (Luscinia svecica), bufniță polară (Nyctea scandiaca), vultur pescar (Pandion haliaetus), notatița cu ciocul subțire (Phalaropus lobatus), bătăuș (Philomachus pugnax), ciocănitoare de munte (Picoides tridactylus), ploier auriu (Pluvialis apricaria), corcodel-urechiat (Podiceps auritus), Sterna paradisaea, Strix nebulosa, huhurezul mic (Strix uralensis), Surnia ulula, cocoșul de mesteacăn (Tetrao tetrix tetrix),  cocoș de munte (Tetrao urogallus), fluierar de mlaștină (Tringa glareola)
- mamifere (4): vulpe polară (Alopex lagopus), gluton (Gulo gulo), vidră de râu (Lutra lutra), râs eurasiatic (Lynx lynx)